# Paul Zinsmaier
Paul Zinsmaier (* 11. Juni 1905 in Konstanz; † 3. Juni 1986 in Karlsruhe) war ein deutscher Archivar, Diplomatiker und Historiker.
Paul Zinsmaier wuchs in seiner Geburtsstadt Konstanz auf. Er legte 1926 das Abitur ab und studierte an der Universität Freiburg Geschichte, Englisch und Französisch. Von 1927 bis 1929 studierte er an der Universität Wien und war von 1927 bis 1929 außerordentliches Mitglied des 36. Kurses des Instituts für Österreichische Geschichtsforschung. Anschließend studierte er in Heidelberg und Freiburg. Seine wichtigsten akademischen Lehrer waren Georg von Below, Gerhard Ritter und besonders Hans Hirsch. Im Jahr 1930 wurde er an der Universität Wien promoviert über die Urkunden Konrads IV. Zwei Jahre später legte er das Staatsexamen ab. Zinsmaier verzichtete auf die Referendariarsausbildung im Schuldienst und wurde Volontär und dann wissenschaftlicher Hilfsarbeiter des Generallandesarchivs Karlsruhe. Im Jahr 1942 wurde er zum Studienrat ernannt. Zinsmaier geriet in englische Kriegsgefangenschaft. Erst im Frühjahr 1948 wurde er entlassen. 1949 fand er eine feste Anstellung als Archivrat.
Von 1957 bis zu seiner Emeritierung 1970 war er als Nachfolger von Manfred Krebs Direktor des Generallandesarchivs Karlsruhe. Während seiner Zeit als Direktor wurden die letzten ins Elsass verlagerten Bestände zurückgeholt. Von 1959 bis 1975 hatte er einen Lehrauftrag für Urkundenlehre und Archivkunde an der Universität Heidelberg. Dort wurde er 1967 zum Honorarprofessor für mittelalterliche Geschichte und Archivkunde ernannt. Zinsmaier war seit 1954 Mitglied in der Kommission für geschichtliche Landeskunde in Baden-Württemberg und seit 1957 ihr Vorstandsmitglied. Zinsmaier war Schriftleiter der Zeitschrift für die Geschichte des Oberrheins und betreute redaktionell 17 Bände. Außerdem war er Mitglied der Regestenkommission der Mainzer Akademie der Wissenschaften. In Karlsruhe verstarb Zinsmaier im Alter von 81 Jahren.
Zinsmaier war einer der besten Kenner der staufischen Königsurkunden. Wegweisende Abhandlungen legte er über die Urkunden Friedrichs II. aus seiner Zeit als römisch-deutscher König (1212–1220) sowie Heinrichs (VII.) und Konrads IV. vor. Grundlegend wurde seine 1969 veröffentlichte Monographie Die Urkunden Philipps von Schwaben und Ottos IV. (1198–1212). Ab 1978 arbeitete er im Auftrag der Monumenta Germaniae Historica an einer Edition der Urkunden Philipps von Schwaben, die er allerdings nicht abschließen konnte. Seine Vorarbeiten flossen in die 2014 schließlich erschienene Edition mit ein. 1983 erschien der umfangreiche Nachtragsband zu Böhmer-Ficker-Winkelmann, Regesta Imperii V. (1198–1272).

## Schriften
Ein Verzeichnis der Veröffentlichungen Zinsmaier in: Meinrad Schaab: Paul Zinsmaier 11. Juni 1905 – 3. Juni 1986. In: Zeitschrift für die Geschichte des Oberrheins. Bd. 96 (1987), S. 439–444, hier: S. 441–444.
- Die Urkunden Philipps von Schwaben und Ottos IV. (1198–1212). Kohlhammer, Stuttgart 1969.
- (Bearb.) Regesta Imperii. Teil: 5: Die Regesten des Kaiserreichs unter Philipp, Otto IV., Friedrich II., Heinrich (VII.), Conrad IV., Heinrich Raspe, Wilhelm und Richard. 1198–1272. Nach der Neubearbeitung und dem Nachlasse Johann Friedrich Böhmer's neu hrsg. u. erg. von Julius Ficker u. Eduard Winkelmann. Bd. 4, Abt. 6: Nachträge und Ergänzungen. Böhlau, Wien 1983.